# The Girl in the Limousine
The Girl in the Limousine è un cortometraggio muto del 1917 diretto da George Cochrane con Oliver Hardy.

## Produzione
Il film fu prodotto dall'Independent Moving Pictures Co. of America (IMP).

## Distribuzione
Distribuito dall'Universal Film Manufacturing Company, il film - un cortometraggio in una bobina - uscì nelle sale cinematografiche USA l'8 luglio 1917.